# Makato
Makato è una municipalità di quarta classe delle Filippine, situata nella Provincia di Aklan, nella Regione del Visayas Occidentale.
Makato è formata da 18 baranggay:
- Agbalogo
- Aglucay
- Alibagon
- Bagong Barrio
- Baybay
- Cabatanga
- Cajilo
- Calangcang
- Calimbajan
- Castillo
- Cayangwan
- Dumga
- Libang
- Mantiguib
- Poblacion
- Tibiawan
- Tina
- Tugas